# James Purefoy
James Purefoy, född 3 juni 1964 i Taunton i Somerset, är en brittisk skådespelare. Han är känd för att ha spelat rollen som Mark Antony i HBOs serie Rome.

## Filmografi (i urval)
- 1991 – Sherlock Holmes (TV-serie)
- 1995 – Julipassionen
- 1996 – Främlingen på Wildfell Hall (TV-serie)
- 1997 – Dumpad
- 1999 – Mansfield Park
- 2000 – Don Quijote (TV-film)
- 2001 – En riddares historia
- 2002 – Resident Evil
- 2003 – The Mayor of Casterbridge (TV-serie)
- 2004 – Vanity Fair
- 2005 – Rome (TV-serie)
- 2010 – Solomon Kane
- 2011 – Ironclad
- 2012 – The Hollow Crown (TV-serie)
- 2012 – John Carter
- 2019 – Sex Education (TV-serie)
- 2026 – Masters of the Universe